# Кіралеш
Кіралеш (рум. Chiraleș) — село у повіті Бистриця-Несеуд в Румунії. Входить до складу комуни Лекінца.
Село розташоване на відстані 325 км на північний захід від Бухареста, 14 км на захід від Бистриці, 64 км на північний схід від Клуж-Напоки.

## Населення
За даними перепису населення 2002 року у селі проживали 467 осіб. Рідною мовою 461 особа (98,7%) назвала румунську.
Національний склад населення села:
| Національність | Кількість осіб | Відсоток |
| -------------- | -------------- | -------- |
| румуни         | 422            | 90,4%    |
| цигани         | 36             | 7,7%     |
| німці          | 6              | 1,3%     |